# Elijah Adebayo
Elijah Anuoluwapo Oluwaferanmi Oluwatomi Oluwalana Ayomikulehin Adebayo (Londra, 7 gennaio 1998) è un calciatore inglese, attaccante del Luton Town.

## Carriera
Cresciuto nelle giovanili del Fulham, trascorre i primi anni della sua carriera nelle serie minori del campionato inglese, giocando anche nella quarta divisione inglese, in prestito, con Cheltenham Town, Swindon Town e Stevenage. Nel 2019 viene acquistato a titolo definitivo dal Walsall, con cui gioca una stagione e mezza nella quarta divisione inglese. Nel febbraio 2021, si trasferisce al Luton Town in Championship.
Il 30 gennaio 2024 diventa il primo calciatore del Luton Town a segnare una tripletta in Premier League nella vittoria per 4-0 contro il Brighton.

## Statistiche

### Presenze e reti nei club
Statistiche aggiornate al 1° maggio 2025.
| Stagione          | Squadra           | Campionato        | Campionato | Campionato | Coppe nazionali | Coppe nazionali | Coppe nazionali | Coppe continentali | Coppe continentali | Coppe continentali | Altre coppe | Altre coppe | Altre coppe | Totale | Totale |
| Stagione          | Squadra           | Comp              | Pres       | Reti       | Comp            | Pres            | Reti            | Comp               | Pres               | Reti               | Comp        | Pres        | Reti        | Pres   | Reti   |
| ----------------- | ----------------- | ----------------- | ---------- | ---------- | --------------- | --------------- | --------------- | ------------------ | ------------------ | ------------------ | ----------- | ----------- | ----------- | ------ | ------ |
| gen.-mag. 2018    | Cheltenham Town   | FL2               | 7          | 2          | FACup+CdL       | -               | -               |                    | -                  | -                  | FLT         | -           | -           | 7      | 2      |
| 2018-gen. 2019    | Swindon Town      | FL2               | 25         | 5          | FACup+CdL       | 2+1             | 0               |                    | -                  | -                  | FLT         | 2           | 0           | 30     | 5      |
| gen.-mag. 2019    | Stevenage         | FL2               | 2          | 0          | FACup+CdL       | -               | -               |                    | -                  | -                  | FLT         | -           | -           | 2      | 0      |
| 2019-2020         | Walsall           | FL2               | 30         | 8          | FACup+CdL       | 2+1             | 0               |                    | -                  | -                  | FLT         | 4           | 0           | 37     | 8      |
| 2020-feb. 2021    | Walsall           | FL2               | 25         | 10         | FACup+CdL       | 1+1             | 0               |                    | -                  | -                  | FLT         | 1           | 0           | 28     | 10     |
| feb.-mag. 2021    | Luton Town        | FLC               | 18         | 5          | FACup+CdL       | -               | -               |                    | -                  | -                  |             | -           | -           | 18     | 5      |
| 2021-2022         | Luton Town        | FLC               | 36         | 15         | FACup+CdL       | 1+0             | 1+0             |                    | -                  | -                  |             | -           | -           | 37     | 16     |
| 2022-2023         | Luton Town        | FLC               | 45         | 8          | FACup+CdL       | 4+0             | 2+0             |                    | -                  | -                  |             | -           | -           | 49     | 10     |
| 2023-2024         | Luton Town        | PL                | 27         | 10         | FACup+CdL       | 3+2             | 0+0             |                    | -                  | -                  |             | -           | -           | 32     | 10     |
| 2024-2025         | Luton Town        | FLC               | 39         | 5          | FACup+CdL       | 1+1             | 0+0             |                    | -                  | -                  |             | -           | -           | 41     | 5      |
| Totale Luton Town | Totale Luton Town | Totale Luton Town | 165        | 43         |                 | 12              | 3               |                    | -                  | -                  |             | -           | -           | 177    | 46     |
| Totale carriera   | Totale carriera   | Totale carriera   | 254        | 68         |                 | 20              | 3               |                    | -                  | -                  |             | 7           | 0           | 281    | 71     |